# Tertius Zongo
Tertius Zongo (Koudougou, 18 mei 1957) is een Burkinees politicus. Tussen 11 juni 2007 en 18 april 2011 was hij premier van Burkina Faso.

## Biografie
Zongo volgde een opleiding economie en boekhouding. Hij bezit een master in economische wetenschappen van het Institute of Enterprises Administration in Frankrijk. Zongo werkte na zijn opleiding een tijdje als professor in boekhouding, bedrijfseconomie en financiële analyse aan de Universiteit van Ouagadougou.
Van 1988 tot 1992 was hij hoofd van het departement van multilaterale coöperatie. In 1992 werkte hij als directeur-generaal van coöperatie voor het Ministerie van Financiën en Planning.
Hij werd in juni 1995 delegaatminister voor budget en planning onder de toenmalige minister van economie. Zijn portfolio werd in september 1996 veranderd naar delegaatminister voor financiën en economische ontwikkelingen. In februari 1996 werd hij eveneens woordvoerder voor de overheid. Hij behield deze positie tot november 2000. Op 10 juni 1997 werd Zongo gepromoveerd tot minister voor economie en financiën.
Op 14 februari 2002 werd Zongo de Burkinese ambassadeur voor de Verenigde Staten. Die positie behield hij tot zijn benoeming tot premier. Hij diende tevens als gouverneur van Burkina Faso voor de wereldbank, het Internationaal Monetair Fonds, de Afrikaanse Ontwikkelingsbank en de Islamitische Ontwikkelingsbank.
Bij de parlementsverkiezingen van 2007 werd Zongo door toenmalig president Blaise Compaoré aangewezen tot premier. Zijn overheid, bestaande uit 34 leden, werd op 10 juni 2007 aangesteld. Deze overheid telde 26 ministers en zes delegaatministers. Zongo werd in april 2011 opgevolgd door Luc-Adolphe Tiao.